# 筋少MCAビクター在籍時 BEST&CULT
『筋少MCAビクター在籍時 BEST&CULT』（きんしょうエムシーエービクターざいせきじ ベスト&カルト）は、日本のロックバンド・筋肉少女帯のベストアルバム。1996年12月18日発売。

## 概要
MCAビクター（現：ユニバーサルミュージック）在籍時代の曲を中心に、未発表曲などを加えたベストアルバム。

## 収録曲
△…アルバム初収録曲、またはバージョン。 ◇…未発表曲、またはバージョン。
1. 蜘蛛の糸
2. 再殺部隊
3. 香菜、頭をよくしてあげよう
4. 体育祭◇
5. 星座の名前は言えるかい
6. ハッピーアイスクリーム
7. リテイク 〜Acoustic version〜◇
8. 1,000,000人の少女△
9. 北極星の二人 〜内田のラブソング〜◇
内田雄一郎ボーカル曲
10. 望みあるとしても（ノゾミ・カナエ・タマエ完結編）△
11. リルカの葬列△
12. 散文詩の朗読△
13. トゥルー・ロマンス 〜シングル・バージョン〜△
14. 蜘蛛の糸 〜第二章〜△